# Барбалья
Барбалья (порт. Barbalha)  —  муниципалитет в Бразилии, входит в штат Сеара. Составная часть мезорегиона Юг штата Сеара. Входит в экономико-статистический  микрорегион Карири. Население составляет 53 388 человек на 2006 год. Занимает площадь 479,184 км². Плотность населения — 111,4 чел./км².

## История
Город основан в 1876 году.

## Статистика
- Валовой внутренний продукт на 2004 составляет 155.363.000,00 реалов (данные: Бразильский институт географии и статистики).
- Валовой внутренний продукт на душу населения на 2004 составляет 3.020,00 реалов (данные: Бразильский институт географии и статистики).
- Индекс развития человеческого потенциала на 2000 составляет 0,687 (данные: Программа развития ООН).

## География
Климат местности: полупустыня.

## Галерея

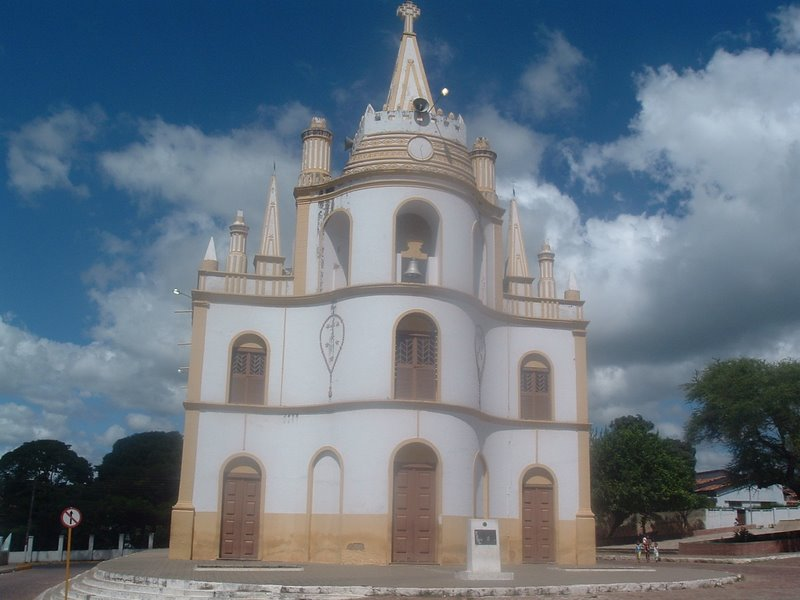
Собор
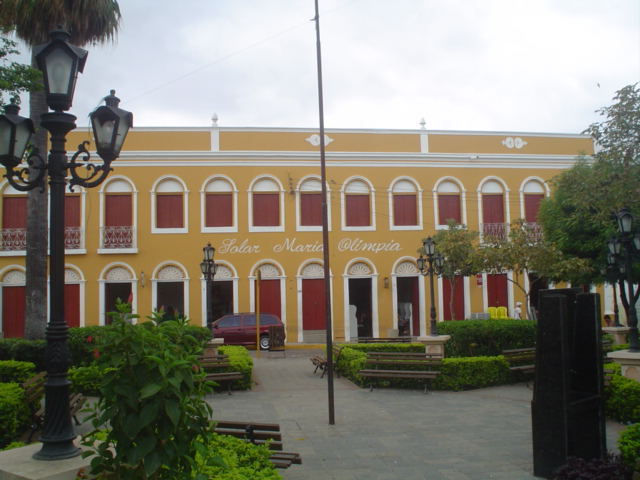
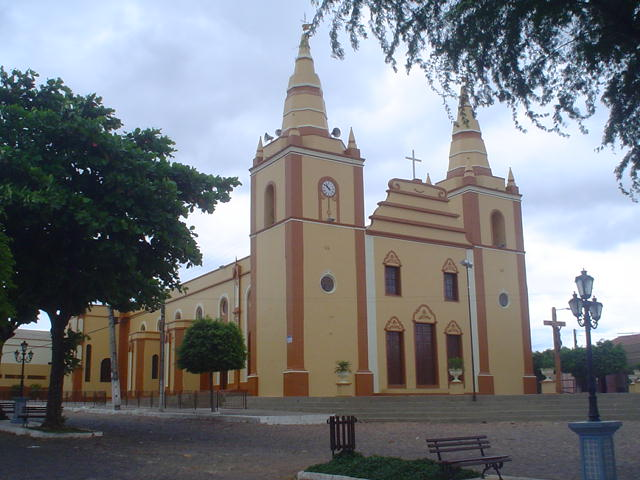
Собор